# Notsodipus marun
Notsodipus marun là một loài nhện trong họ Lamponidae. Loài này được phát hiện ở West-Úc, het Noordelijk Territorium và Queensland.